# R.A. the Rugged Man
Richard Andrew Thorburn (Suffolk County, 10 januari 1974), bekend onder de artiestennaam R.A. the Rugged Man, is een Amerikaans rapper en producer uit Suffolk County, New York. Hoewel hij vooral bekend is met het maken van hiphop houdt hij zich als liefhebber van horrorfilms ook soms bezig als acteur, filmrecensent en filmmaker. Hij schrijft ook artikels over onderwerpen als rapmuziek, racisme en films.

## Historiek
R.A. the Rugged Man begon al vanaf zijn twaalfde te rappen. Hij kreeg al snel erkenning omwille van zijn goede rapflow en lyrische teksten. Op zijn achttiende, in 1992 tekende hij al bij het label Jive Records.
Hoewel zijn plaat destijds niet uitkwam werkte hij als snel samen met bekende MC's en hiphopgroepen zoals Notorious B.I.G., Mobb Deep, Chuck D van Public Enemy, Jedi Mind Tricks, Tech N9ne, Hopsin, Talib Kweli, Masta Ace, Kool G Rap, Wu-Tang Clan, Rakim, Killah Priest, de producers Trackmasters, Erick Sermon, DJ Quik, Buckwild, The Alchemist en Ayatollah.
In 2004 kwam zijn eerste album uit Die, Rugged Man, die uit kwam bij het label Nature sounds.
Intussen schreef hij filmrecensies voor Mass Appeal Magazine, waar hij een maandelijkse column had en schreef ook talloze artikels voor magazines als Vibe, King, Complex, Rides, XXL en The Source.
Hij was filmproducent en schreef scenario's voor de horror-cultfilm Bad Biology met Frank Henenlotter als regisseur. Ook hiphopproducer Prince Paul werkte eraan mee. In de film speelde onder meer het Playboymodel Jelena Jensen en Krista Ayne, model bij Penthouse magazine. 
Intussen is R.A. Thornburn aan de slag als regisseur voor de film God takes, God Gives
In 2013 kwam zijn tweede album Legends Never Die uit. Op het album staan samenwerkingen van onder andere Brother Ali, Masta Ace, Tech N9ne, Talib Kweli, Hopsin, Eamon en Krizz Kaliko. Zijn derde album All My Heroes Are Dead kwam in april 2020 uit. Hij werkte hiervoor samen met Ghostface Killah, Eamon, Atmosphere, Ice-T, Vinnie Paz, Brand Nubian, Chino XL, M.O.P. en Onyx. Onder meer de track Golden Oldies met rapper Atmosphere, dat gaat over ouder worden en hoe hiphop geëvolueerd is, is aanstekelijk.

## Discografie

### Albums
- Die, Rugged Man, Die (2004)
- Legends Never Die (2013)
- All My Heroes Are Dead (2020)

### Compilatiealbums
- Legendary Classics Vol 1 (2009)

### Nooit uitgebrachte  albums
- Night of the Bloody Apes (1994)
- American Lowlife (1999)

### Ep's
- Poor People(1998)

### Mixtapes
- Ruff Rugged & Raw (2007)
- Crazy Man (The Best, The Forgotten & The Worst)(2010)
- Murderous Verses (2011)